# ЮМЗ-6 (трактор)
ЮМЗ-6 — марка серії універсальних колісних тракторів сільськогосподарського та промислового призначення, що випускається Південним машинобудівним заводом з 1970 року по сьогодні в декількох різних модифікаціях, що відрізняються один від одного.

## Опис

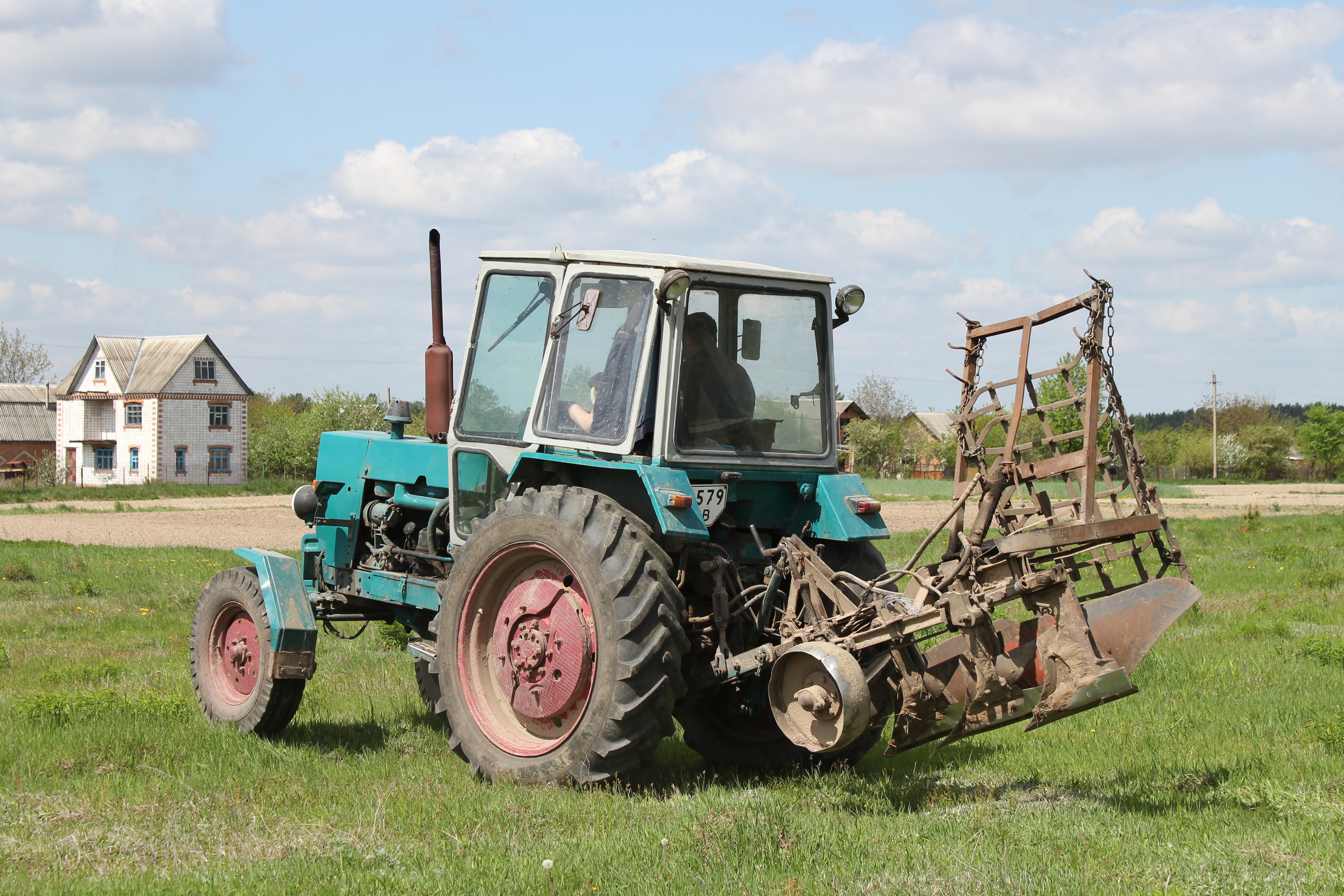
ЮМЗ-6КЛ

Трактор ЮМЗ-6 створений на базі трактора МТЗ-5, що випускався на Південному машинобудівному заводі з 1958 року. Трактор ЮМЗ-6 в більшій мірі зберіг спадкоємність конструкції трактора МТЗ-5, ніж МТЗ-50. ЮМЗ-6 один з найпростіших і надійних тракторів СРСР.
Слово «беларусь» слугувало прикриттям заводу, тому що завод спеціалізувався на виготовлені ракет.
У 1974 році СРСР продав Швеції документацію на ЮМЗ-6. У 1976-1982 роках у Швеції виготовлявся Volvo BM-700, який є глибокою модернізацією ЮМЗ-6.

## Модифікації
У сімействі тракторів ЮМЗ-6 існували чотири модифікації:
- ЮМЗ-6
- ЮМЗ-6А
- ЮМЗ-6К
- ЮМЗ-6АК

Крім того, літерами Л і М позначалися модифікації, що відрізнялися способом запуску дизеля: М — пусковим двигуном, Л — електростартером.

### ЮМЗ-6
Трактори першої серії, багато в чому повторюють конструкцію МТЗ-5. На цих тракторах встановлювалися капоти з округленими ґратами радіатора. Зовні вони схожі з ранніми екземплярами трактора МТЗ-50.

### ЮМЗ-6А
Трактори отримали нову кабіну збільшеного розміру, регульовану по висоті і куту нахилу рульову колонку, вдосконалений двигун.

### ЮМЗ-6К
Промислова модифікація трактора ЮМЗ-6А, що відрізняється відсутністю задньої сільськогосподарської навісної системи і мають місця кріплення для робочого обладнання екскаватора і бульдозера. Після зняття ЮМЗ-6А з виробництва модель ЮМЗ-6К, що стала базовою, отримала і сільськогосподарську модифікацію.

### ЮМЗ-6АК
Випускався з 1978 року. Трактор отримав нову кабіну з покращеною оглядовістю (аналогічну кабіні трактора МТЗ-80, нову гідравлічну систему з силовим і позиційним регулятором.

## Конструкція
Трактори ЮМЗ-6 мають класичну напіврамну компоновку. У тримальний остов входять корпус трансмісії, корпус муфти зчеплення, напіврама. На напіврамі встановлений двигун, передній міст.
- Двигун чотиритактний дизель, без турбонадуву:
  - Д-65 робочим об'ємом 4,94 л., потужністю 60 к.с.
  - Д-242-71 робочим об'ємом 4,75 л., потужністю 62 к.с.
  - Д-242-435 робочим об'ємом 4,75 л., потужністю 60 к.с.
- Муфта зчеплення сухого типу, двопоточна.
- Коробка передач з рухомими шестернями п'ятиступінчаста. На частині тракторів встановлений редуктор-подвоювач числа передач.
- Задній міст з механічним блокуванням диференціала.

## Основні відмінності тракторів ЮМЗ-6 та МТЗ-50 (МТЗ-80)
Трактори МТЗ-50 (МТЗ-80) та ЮМЗ-6 належать до одного сімейства «Білорусь» і є розвитком однієї базової моделі — МТЗ-5. Їх конструкція має багато однакових рішень і взаємозамінних деталей, але виконання ряду вузлів і агрегатів істотно відрізняється:
| Вузол                          | МТЗ-50 (МТЗ-80)                                                                | ЮМЗ-6                                  |
| ------------------------------ | ------------------------------------------------------------------------------ | -------------------------------------- |
| Передній міст                  | Портальний, з телескопічною пружинною підвіскою коліс                          | Портальний з жорсткою підвіскою коліс  |
| Муфта зчеплення                | однопотокова                                                                   | двопотокова                            |
| Управління КПП і редуктором    | Двома важелями                                                                 | Одним важелем                          |
| Прихід ВОМ                     | Перемикається: двошвидкісний незалежний або синхронний                         | Двохшвидкісний напівнезалежний         |
| Гідронавісна система           | Роздільно-агрегатна з автоматичним регулюванням глибини оранки і зчіпного ваги | Роздільно-агрегатна без автоматизації  |
| Регулювання колії задніх коліс | Плавне                                                                         | Плавне                                 |
| Рульова колонка                | Нерегульована (для МТЗ-80 регульована по висоті і куту установки)              | Регульована по висоті і куту установки |